# Villa Nobel
Villa Nobel är en byggnad i Sanremo. Byggnaden ägdes tidigare av industrimannen Alfred Nobel, där han också avled den 10 december 1896.
I dag ägs Villa Nobel av den italienska provinsen Imperia.